# La isla de los pingüinos
La isla de los Pingüinos (L'Île des Pingouins) es una novela satírica francesa de ficción histórica publicada en 1908 por el escritor Anatole France. Aparentemente sería una crónica del país ficticio de Alka en ocho libros, pero en el fondo es una sátira sobre la historia de Francia en particular, y la historia de la era cristiana occidental en general.
La isla de los pingüinos es una crítica de la naturaleza humana desde una perspectiva socialista en la que se satirizan la moral, las costumbres y las leyes. Por ejemplo, el origen de la aristocracia, se nos presenta con el asesinato brutal y descarado de un campesino y el robo de su tierra.
El capítulo más largo y probablemente el más conocido es una sátira del caso Dreyfus.
La isla de los pingüinos está escrita en el estilo de un libro de Historia de los siglos XVIII y XIX, incluyendo metanarrativas, héroes mitológicos, hagiografias y nacionalismo romántico. Trata acerca de una isla de alcas gigantes localizada en la costa norte de Europa. La historia comienza cuando un monje misionero cristiano aterriza accidentalmente en la isla y confunde a las alcas gigantes con una especie de civilización griega precristiana. Al estar medio ciego, confunde a los animales con personas y los bautiza. Su error provoca un problema para el Señor, ya que normalmente solo se permite el bautizo a las personas, por lo que lo resuelve mediante la conversión de las alcas gigantes en personas a las que da un alma. Así comienza la historia de las alcas gigantes y de ahí en adelante la historia es un reflejo de la de Francia (y en gran parte Europa Occidental, incluida Gran Bretaña). Desde las invasiones bárbaras ("Años oscuros") cuando las tribus germánicas luchaban incesantemente entre sí por territorio, a la heroica Edad Media con el ascenso de Carlomagno ("Draco el Grande") y los conflictos con los invasores vikingos ("marsopas") , hasta el Renacimiento (Erasmo), llegando a la era moderna con los automóviles, e incluso un tiempo futuro en el que una civilización de alta tecnología es destruida por una campaña de atentados terroristas, y todo comienza de nuevo en un ciclo sin fin.

## Posición en la historia literaria
Anatole France utiliza esta novela en la tradición de los grandes satíricos como François Rabelais y Jonathan Swift. En su capítulo final se anticipa al siglo XX y demuestra ser un pionero de la ciencia ficción. 
Las leyendas de santos, crónicas y otras fuentes históricas son parodiadas con un nivel alto de sofisticación, cuestionando su poder en la psique colectiva. La isla de los pingüinos sigue siendo una de las obras más populares de Anatole France y fue traducida a muchos idiomas.

## Publicaciones
- L'Ile des Pingouins. París, 1908
- La Isla de los Pingüinos. Traducido por Pablo Wiegler. Múnich 1909
- La Isla de los Pingüinos. Traducido por Edda Werfel y Wiegler Pablo. *Zsolnay, Viena / Hamburgo 1982, ISBN 3-552-03401-3, libro en rústica de Fischer Verlag, Frankfurt 1991, ISBN 3-596-10393-2